# Wilhelm Adolf Unruh
Wilhelm Adolf Unruh (ur. 3 października 1852 w Grudziądzu – 17 czerwca 1924 w Gdańsku) - gdański kupiec, makler, spedytor, bankowiec i portugalski urzędnik konsularny.

## Życiorys
Syn Wilhelma Unruha. Absolwent szkoły średniej Conradinum w Jankowie pod Gdańskiem, od 1870 zatrudniony w firmie żeglugowo, spedycyjno-handlowej Ferdinand Prowe GmbH, której od 1885 był współwłaścicielem, od 1897 jej dyrektorem. Następnie pracował w Domu Bankowym Richard Damme (Richard Damme Bankgeschäft). Był prezesem gdańskiej Korporacji Kupieckiej (Korporation der Kaufmannschaft) (1908–1919) i kier. konsulatu/wicekonsulem Portugalii w Gdańsku (1902–1915). Był też członkiem założycielem klubu wioślarskiego Ruder-Club Victoria Danzig E.V. (1880) oraz prowizorem kościoła i szpitala Bożego Ciała w Gdańsku (1899-1908). 